# Ancienne Belgique
De Ancienne Belgique, ook wel kortweg de AB genoemd, is een gebouw en concertzaal in Brussel, gelegen aan de Anspachlaan. Het gebouw wordt beheerd door de gelijknamige vzw. Zij organiseert concerten en muzikale evenementen in Brussel. Dat gebeurt soms in de vorm van festivals, bijvoorbeeld met de zomerconcertreeks Boterhammen In Het Park (in het Warandepark).

## Geschiedenis
Dit gebouw, ook bekend als AB, werd in 1857 een spektakelzaal, maar nadat het in 1930 werd opgekocht door Luikenaar Georges Mathonet werd de zaal zeer populair in het Brusselse nachtleven. Andere steden zoals Gent, Luik en Antwerpen hadden in die periode ook een eigen Ancienne Belgique, uitgebaat door dezelfde familie Mathonet. De theaters in Antwerpen en Gent hadden officieel de naam "Oud België", maar de Franstalige naam werd ook in die steden veelvuldig gebruikt.
Begin jaren 70, na enkele financieel moeilijke jaren, werd de AB failliet verklaard en moest de zaal sluiten. In 1977 werd de zaal gekocht door het Ministerie van Financiën, samen met de Botanique. Het was de bedoeling dat elke Belgische taalgemeenschap een eigen cultuurhuis in de hoofdstad zou krijgen. Het gebouw werd doorverkocht aan de Nederlandse Cultuurgemeenschap, en werd pas begin jaren 80 weer geopend. Gezien de staat van het gebouw, volgde nog een volledige renovatie.
Omdat nog niet alle problemen, zoals geluidsoverlast, waren opgelost, was een tweede grote renovatie nodig. In 1992 werd om die reden het pand volledig verbouwd en werden aanpalende gebouwen geïntegreerd in het complex. De ingang verhuisde van de Steenstraat naar de Anspachlaan en boven de foyer kwam een tweede zaal. De heropening was in december 1996.
Tegenwoordig wordt de zaal gebruikt voor concerten van lokale- en internationale artiesten en groepen. Jaarlijks wonen zo'n 300.000 mensen een concert bij in de AB.

## Zalen
Naast de grote inkomhal (foyer) beschikt de AB over twee zalen: de Grote Zaal (capaciteit van 2000 personen, waarvan 1750 staanplaatsen), de Club (capaciteit 280 personen) en het Salon (70 zitplaatsen). De Grote zaal kan volledig opengesteld worden met open balkons en 250 vrije zitplaatsen. De capaciteit is beperkter als Ballroom of Box met 1350 en 900 staanplaatsen. Ook gebruik als theaterzaal met zitplaatsen is mogelijk. De overgrote meerderheid van de evenementen van de AB heeft plaats in de eigen concertzaal gelegen aan de Anspachlaan in het hart van Brussel.
Er is ook een opnamestudio die toelaat om concerten live op te nemen. Zo namen onder meer de Amerikaanse zanger Iggy Pop (Live at Avenue B), de Belgische postmetalband Amenra (Alive), de Ierse popzangeres Róisín Murphy (Live At Ancienne Belgique 19.11.07) en de Nederlandse zanger Boudewijn de Groot (Een Avond In Brussel - Ancienne Belgique) een livealbum op in de Ancienne Belgique. Ook Yeasayer, een indie-band uit Brooklyn, bracht een livealbum van het optreden in Ancienne Belgique op de markt. Verder brachten Queens of the Stone Age, Therapy?, Lamb en Chvrches al nummers uit die werden opgenomen in de zaal.